# Шейверс, Эрни
Эрни Шейверс (англ. Earnie Shavers; 31 августа 1944, Гарленд, Алабама — 1 сентября 2022, Виргиния) — американский боксёр-профессионал, выступавший в тяжёлой весовой категории. Чемпион США среди любителей в тяжелом весе (1969). Чемпион штата Невада в тяжелом весе (1971). Один из лучших панчеров в истории бокса.
В 2003 году авторитетный американский журнал Ринг опубликовал список 100 лучших панчеров в истории бокса. Шейверс занял в нём 10-е место.

## Любительская карьера
Эрни Шейверс родился 31 августа 1945 года в Гарленде, штат Алабама, США. Начал заниматься боксом в возрасте 22 лет
В 1969 году стал чемпионом США в тяжёлом весе среди любителей.
1967 г. Янгстаун «Золотые перчатки» открытый дивизион тяжеловесов, финалист, проиграл Майку Босвеллу по очкам.
1968 г. Кливленд «Золотые перчатки» новичок дивизиона в супертяжелом весе, победил Майка Босвелла.
1968 г. Национального турнира «Золотые перчатки» чемпионата в Солт-Лейк-Сити. Результаты:
Победил Дэйва Фоли.
Проиграл Фрэнку Стилу.
1969 г. Янгстаун «Золотые Перчатки». 
1969 г. Кливленд «Золотые Перчатки».
1969 г. Огайо «Золотые Перчатки». 
1969 г. Национального ААУ в супертяжелом весе в Сан-Диего, Калифорния. Результаты:
Моррис-Хилл побеждён нокаутом.
Уэйн Мак-Ги побеждён нокаутом в четвертьфинале.
Отис Эванс побеждён в полуфинале.   

## Профессиональная карьера
На профессиональном ринге дебютировал 6 ноября 1969 года, нокаутировав во 2-м раунде Сайласа Хауэлла.
19 февраля 1973 года Шейверс одержал победу над Джимми Янгом техническим нокаутом в 3-м раунде.
18 июня 1973 года нокаутировал в первом же раунде экс-чемпиона мира Джимми Эллиса.
26 ноября 1974 года состоялся второй бой между Эрни Шейверсом и Джимми Янгом. Поединок завершился вничью.

### Чемпионский бой с Мохаммедом Али
29 сентября 1977 года состоялся бой между чемпионом мира в тяжёлом весе по версиям WBC и WBA Мохаммедом Али и претендентом на этот титул, Эрни Шейверсом. Поединок продлился все отведённые 15 раундов. Али победил единогласным решением судей.

### Отборочный бой с Ларри Холмсом
25 марта 1978 года Ларри Холмс и Эрни Шейверс встретились в бою за звание обязательного претендента на титул чемпиона мира в тяжёлом весе по версии WBC. Поединок продлился всю дистанцию (12 раундов). Холмс одержал уверенную победу по очкам. Счёт судей: 119/109 и 120/108 (дважды).
23 марта 1979 года Шейверс нокаутировал в 1-м раунде экс-чемпиона мира Кена Нортона.

### Чемпионский бой с Ларри Холмсом
28 сентября 1979 года состоялся второй бой между Шейверсом и Ларри Холмсом. На этот раз, на кону был принадлежащий Холмсу титул чемпиона мира по версии WBC. Поединок завершился победой чемпиона техническим нокаутом в 11-м раунде.
8 мая 1982 года нокаутировал во 2-м раунде известного английского боксёра Джо Багнера.
11 июня 1982 года проиграл по очкам Джеймсу Тиллису.
Последний поединок на ринге провёл 24 ноября 1995 года, проиграв нокаутом во 2-м раунде Брайану Йетсу.
Скончался 1 сентября 2022 года.

## Цитаты об Эрни Шейверсе[26][неавторитетный источник]
- Мохаммед Али: «Эрни так сильно бил, что (своими ударами) потряс даже моих африканских предков»[27]. Он бьёт сильнее, чем Форман и Фрейзер, у него рекорд по силе удара.
- Ларри Холмс: «Эрни ударил меня сильнее, чем кто бы то ни было, включая Майка Тайсона. Он ударил, и я упал на канвас, а в ушах у меня звучал саксофонист Джимми Тиллис. Если после удара Железного Майка такое ощущение, что в тебя врезалась скоростная «Феррари», то после Эрни кажется, что тебя сбил грузовик.»[22].
- Рон Лайл: «Джордж Форман тоже бил сильно, но никто не мог бить так, как это делал Шейверс. Когда он бил по тебе, в зале выключался свет. Земля поднялась и ударила меня. Это всё, что я помню. Я могу смеяться над этим сейчас, но тогда мне было не до смеха.»
- Рэндалл Кобб: «Никто не бьёт так как Шейверс. Если кто-нибудь ударит сильнее, чем Шейверс, я пристрелю его лично… Эрни мог так ударить с правой по шее, что у вас сломается лодыжка»[22].
- Джеймс Тиллис: «Самый крутой засранец, с которым я дрался — это Эрни Шейверс. Шейверс бьёт с такой силой, что может лошадиную мочу превратить в бензин! Он меня ударил так, что я очнулся только на следующий день. Когда он ударил меня… Я видел розовых крыс и кошек, курящих сигареты. Я попал в страну чудес. Этот козел мог заставить июль наступить в июне и заставить меня перепрыгнуть через долбанный месяц. Этот засранец так бьёт, что превращает сегодня в завтра. Он бьёт так сильно, что я думал будто сижу в своём углу и курю сигарету, закусывая сандвичем. Вот так сильно бьёт этот засранец.»
- Джордж Форман: «Я никогда не бился с Эрни Шейверсом. Слава Богу!»

## Вне спорта
Во время подготовки к съёмкам фильма «Рокки 3» у Сильвестра Сталлоне возникла идея использовать в роли Клаббера Ланга настоящего профессионального боксёра-тяжеловеса, и он пригласил на пробы Эрни Шейверса. Во время спарринга Шейверс воздерживался от сильных ударов, на что раздосадованный Сталлоне сказал: «Ну же, Эрни, покажи что-нибудь стоящее». В ответ на это Эрни нанёс ему один удар под рёбра, поставив крест на своей карьере в кино. Сталлоне согнулся от боли и с помощью помощников молча покинул ринг. Позже Сталлоне рассказывал: «Это меня чуть не убило — я тут же отправился в туалет, и меня там вывернуло».